# Keystone Service
De Keystone Service is een snelle treindienst tussen New York, Philadelphia en Harrisburg. Het traject tussen New York en Philadelphia is onderdeel van de Northeast Corridor, waarna de trein verder rijdt naar Harrisburg over de Philadelphia to Harrisburg Main Line. De exploitatie vindt plaats door de nationale spoorwegmaatschappij Amtrak.
De dienst begon onder de naam Silverliner Service in 1972. Met de komst van de Metroliners op de route werd in 1981 de dienst hernoemd naar de Keystone Service.
De trein rijdt dertien keer per dag tussen Harrisburg en Philadelphia, negen treinen per dag rijden door tot New York.

## De trein
De trein bestaat uit een elektrische locomotief ACS-64, vier rijtuigen van het type Amfleet en een stuurstandrijtuig (ex-Metroliner), waardoor de trein als een Trek-duwtrein rijdt.
Voor de trein hoeft alleen gereserveerd te worden tussen New York en Philadelphia, er is geen Businessclass en geen barrijtuig aanwezig, er is wel gratis wifi op alle rijtuigen aanwezig.

## Het traject

### New York - Philadelphia
Dit deel van is van de Northeast Corridor en is ook de drukste passagierslijn in de Verenigde Staten. Al sinds de jaren 60 rijden Metroliners, de voorlopers van de Acela en hebben van 1981 tot 1988 de Keystone Service gereden, met een snelheid van 200 km/h. Ook de Keystone Service haalt hier deze snelheid

### Philadelphia - Harrisburg
Dit traject heet de Philadelphia to Harrisburg Main Line, de lijn is onderdeel van de Keystone Corridor en is ook het enige deel van deze lijn dat geëlektrificeerd is. Ook SEPTA rijdt hier van Philadelphia tot Thorndale met forenzentreinen, echter stopt de Keystone Service niet op station Thorndale.